# Stadler KISS
Stadler KISS — серія дворівневих електропоїздів, що розробляються та виготовляються з 2008 року компанією Stadler Rail зі Швейцарії. 
Станом на 2016 рік 242 поїзди KISS, що складаються з 1145 вагонів, було продано операторам в одинадцяти країнах

## Назва
На ранніх етапах свого розвитку KISS був відомий як Stadler DOSTO. 
Ця назва походить від німецького слова Doppelstock, що означає «двоповерховий вагон».
З вересня 2010 року компанія Stadler називає поїзд «KISS», абревіатура від « K omfortabler I nnovativer S purtstarker S-Bahn-Zug», що означає «комфортабельний, інноваційний приміський поїзд, здатний бігати». 

Transitio у Швеції використовує назву «DOSTO», тому що «kiss» шведською означає «пі».
У Федеральній службі залізниць Швейцарії цей поїзд класифікується як RABe 511. 
Для східноєвропейського ринку це бренд «Євразія».

## Особливості
Вагони KISS є третім поколінням транспортних засобів для S-Bahn Zürich. 
У порівнянні з попередніми поколіннями, мають більшу кількість стоячих місць у вагоні.
Як і у попередніх версіях KISS, доступні входи з низькою підлогою, автомобільний кондиціонер і вакуумні туалети (два, один з яких доступний для інвалідів). 
Також є дві багатофункціональні зони з місцями для зберігання колясок, велосипедів тощо.

## Використання
| Рік замовлення | Рік початку трафіку | Замовник                                       | Країна      | Кількість потягіів | Кількість вагонів | Примітки |
| -------------- | ------------------- | ---------------------------------------------- | ----------- | ------------------ | ----------------- | --- |
| 2008 2015      | 2012 2016           | Швейцарські федеральні залізниці               | Швейцарія   | 69 (50+19)         |                   | Для використання на Zürich S-Bahn і RegioExpress з Женеви |
| 2010           | 2012                | BLS AG                                         | Швейцарія   | 28                 | 4                 | Для використання на Bern S-Bahn |
| 2010           | 2012                | Ostdeutsche Eisenbahn                          | Німеччина   | 16                 | 4                 | Для регіональних ліній у Берліні/Бранденбурзі/Мекленбурзі-Передній Померанії |
| 2010           | 2011                | WESTbahn (пізніше Deutsche Bahn)               | Австрія     | 7                  | 6                 | Для сполучення між Віднем і Зальцбургом. Передані до DB Fernverkehr |
| 2010           | 2012                | Швейцарські федеральні залізниці               | Швейцарія   | 24                 |                   | Для використання на регіональних експресах |
| 2010           | 2014                | CFL                                            | Люксембург  | 19                 | 3                 | Для сполучення між Люксембургом і Кобленцом, Люксембургом і Тріром і Люксембургом і Дюссельдорфом |
| 2013           | 2015                | Westfalenbahn                                  | Німеччина   | 13                 | 6                 | Для регіональних ліній у Північному Рейні-Вестфалії та Нижній Саксонії |
| 2015           | 2017                | WESTbahn (пізніше Deutsche Bahn)               | Австрія     | 9 1                | 4 6               | Для сполучення між Віднем і Зальцбургом Продано Deutsche Bahn у 2020 році для використання як міжміські поїзди IC2 на лінії Дрезден-Берлін-Росток.                                                                         |
| 2013           | 2016                | Аероекспрес                                    | Росія       | 11                 | 4 або 6           | Для трансферу до аеропортів Москви як ESh2 "Євразія" |
| 2015           |                     | Азербайджанська державна залізниця             | Азербайджан | 5                  | 4                 | Позначено як EŞ2 "Євразія" |
| 2016           |                     | Грузинська залізниця                           | Грузія      | 4                  | 4                 | Позначено як GRS "Євразія" |
| 2016           | 2019                | Mälardalstrafik (орендований у Transitio)      | Швеція      | 33                 | 4                 | Для використання в долині Меларен. Максимальна швидкість 200 км/год. Позначається як ER1. [23] |
| 2016           | 2024 (плановано)    | Caltrain                                       | США         | 19                 | 7                 | Початкове замовлення на 96 вагонів (16 потягів із 6 вагонів) з можливістю придбання додаткових 96 автомобілів; збільшено до 133 вагонів (19 потягів із 7 вагонів) в 2019 році, залишилися варіанти для 59 автомобілів [26] |
| 2017           | 2019                | Upplands Lokaltrafik (орендований у Transitio) | Sweden      | 8                  | 4                 | Для сполучення «Upptåget» між Уппсала та Євле. |
| 2017           | 15 березня 2020     | MÁV-Start                                      | Угорщина    | 40 (19+21)         | 6                 | The first vehicle may enter service in the second quarter of 2020, the last of which will begin in early 2021 |
| 2018           | 2022                | Slovenske železnice                            | Словенія    | 10                 | 3                 | SŽ class 313/318 |
| 2019           | 2021                | WESTbahn                                       | Австрія     | 15                 | 6                 | Для сполучення між Віднем і Зальцбургом. Заміна для потягів, проданих DB |
| 2021           | 2021                | Азербайджанська державна залізниця             | Азербайджан | 1                  | 8                 | Спеціальний потяг для посадових осіб управління залізниці. Позначено як DŞ2 Євразія |
| 2021           | 19 березня 2022     | Srbija Voz                                     | Сербія      | 3                  | 4                 | ŽS 410. Для сполучення між Белградом і Новим Садом на високошвидкісному міжміському сполученні "Соко". |
| 2021           | 2024 (плановано)    | Швейцарські федеральні залізниці               | Швейцарія   | 60                 | 6                 | Використані потяги з попередніх замовлень. |
| 2021           | 2024 (плановано)    | Renfe (Cercanías дивізіон)                     | Іспанія     | 59                 |                   | 24 поїзди завдовжки 100 метрів і 35 поїздів завдовжки 200 метрів для обслуговування приміських зон. |
| 2019           | 2022                | Deutsche Bahn                                  | Німеччина   | 18                 |                   | Потяги придбано для DB Regio |